# 북평선
북평선(北坪線)은 강원특별자치도 동해시의 동해역과 삼화역을 연결하는 한국철도공사의 철도 노선으로, 양회화물 수송 기능을 하는 영동선의 지선이다.

## 역사
북평선은 동해시 서쪽의 시멘트 공장과 영동선을 연결시키기 위해 1966년 12월 30일에 개통한 산업철도이다. 삼화역 부근 공장에서 생산하는 시멘트와, 인근 지역에서 많이 나는 무연탄 등을 쉽게 운반하기 위해 건설되었다. 북평선을 이용하는 화물은 주로 북평항이나 영동선을 이용해 전국 각지로 운반된다.

## 연혁
- 1966년 12월 30일 : 북평선 6.4 km 완공
- 1968년 1월 25일 : 북평선 영업 개시[1]
- 1968년 4월 1일 : 여객 열차 운행 개시
- 1974년 11월 1일 : 여객 열차 운행 중단
- 1997년 12월 31일 : 삼화역사 신축 준공
- 2019년 4월 17일 : 철도 노선번호 변경에 따라 31302로 변경[2]

## 역 목록
| 역명 | 로마자 역명 | 한자 역명 | 역간거리 (km) | 영업거리 (km) | 접속 노선              | 소재지         | 소재지 |
| ---- | ----------- | --------- | ------------- | ------------- | ---------------------- | -------------- | ------ |
| 동해 | Donghae     | 東海      | 0.0           | 0.0           | 영동선 삼척선 묵호항선 | 강원특별자치도 | 동해시 |
| 삼화 | Samhwa      | 三和      | 6.4           | 6.4           |                        | 강원특별자치도 | 동해시 |

## 노선 특징
이 구간은 화물 전용 노선으로 쓰이고 있으며, 여객열차는 개통 초기 통근형 디젤 액압 동차가 운행하였으나 1974년 이후 중단되었다.

## 차량
- 7500호대 디젤 기관차
- 4400호대 디젤 기관차